# Uwe Reinders
Uwe Reinders (* 19. ledna 1955, Essen) je bývalý německý fotbalista, útočník. Po skončení aktivní kariéry působil jako trenér.

## Fotbalová kariéra
Začínal v týmu Schwarz-Weiß Essen. V Bundeslize hrál za Werder Brémy, nastoupil ve 206 ligových utkáních a dal 67 gólů. Dále hrál ve Francii za FC Girondins de Bordeaux, se kterým získal ligový titul i francouzský fotbalový pohár. Kariéru končil v Německu v týmu Eintracht Braunschweig. V Poháru mistrů evropských zemí nastoupil ve 2 utkáních, v Poháru vítězů pohárů nastoupil v 1 utkání a dal 1 gól a v Poháru UEFA nastoupil v 6 utkáních a dal 2 góly. Za západoněmeckou fotbalovou reprezentaci nastoupil v roce 1982 ve 4 utkáních a dal 1 gól, v roce 1982 byl členem stříbrného západoněmeckého týmu na mistrovství světa, nastoupil ve 3 utkáních a dal 1 gól.

## Ligová bilance
| Ročník                                  | Zápasy | Góly | Klub                     |
| --------------------------------------- | ------ | ---- | ------------------------ |
| 2. německá fotbalová Bundesliga 1974/75 | 2      | 0    | Schwarz-Weiß Essen       |
| 2. německá fotbalová Bundesliga 1975/76 | 0      | 0    | Schwarz-Weiß Essen       |
| 2. německá fotbalová Bundesliga 1976/77 | 38     | 8    | Schwarz-Weiß Essen       |
| Německá fotbalová Bundesliga 1977/78    | 25     | 0    | Werder Brémy             |
| Německá fotbalová Bundesliga 1978/79    | 32     | 7    | Werder Brémy             |
| Německá fotbalová Bundesliga 1979/80    | 34     | 11   | Werder Brémy             |
| 2. německá fotbalová Bundesliga 1980/81 | 37     | 16   | Werder Brémy             |
| Německá fotbalová Bundesliga 1981/82    | 34     | 18   | Werder Brémy             |
| Německá fotbalová Bundesliga 1982/83    | 20     | 8    | Werder Brémy             |
| Německá fotbalová Bundesliga 1983/84    | 33     | 11   | Werder Brémy             |
| Německá fotbalová Bundesliga 1984/85    | 28     | 12   | Werder Brémy             |
| Ligue 1 1985/86                         | 35     | 15   | FC Girondins de Bordeaux |
| Ligue 1 1986/87                         | 1      | 0    | FC Girondins de Bordeaux |
| Ligue 1 1986/87                         | 10     | 0    | Stade Rennais FC         |
| CELKEM Německá fotbalová Bundesliga     | 206    | 67   |                          |
| CELKEM Ligue 1                          | 46     | 15   |                          |